# Barbosella macaheensis
Barbosella macaheensis är en orkidéart som först beskrevs av Célestin Alfred Cogniaux, och fick sitt nu gällande namn av Carlyle August Luer. Barbosella macaheensis ingår i släktet Barbosella och familjen orkidéer. Inga underarter finns listade i Catalogue of Life.